# 협동 비디오 게임
협동 비디오 게임(영어: Cooperative video game) 또는 co-op은 두 명 이상의 플레이어들이 서로 동료로서 협력해 논플레이어 캐릭터와 대적하는 플레이어 대 환경를 매개로 진행하는 비디오 게임이다.
플레이어가 일반적으로 한 명 이상의 플레이어가 아닌 캐릭터 상대(PvE)를 상대로 팀 동료로 함께 작업할 수 있는 비디오 게임이다.
협동 게임은 하나 또는 여러 입력 컨트롤러를 사용하여 로컬로 플레이하거나 근거리 통신망, 광역 네트워크 또는 인터넷을 통해 네트워크를 통해 플레이할 수 있다.
협동 게임 플레이는 컨트롤러와 네트워킹 기술이 발전함에 따라 인기를 얻었다. PC와 콘솔에서 협동 게임은 점점 보편화되고 있으며 슈팅 게임, 스포츠 게임, 실시간 전략 게임, 대규모 멀티플레이어 온라인 게임을 포함한 많은 게임 장르에 협동 모드가 포함되어 있다.

## 같이 보기
- 플레이어 대 환경